# 伽利莱数
伽利莱数（Ga）也稱為伽利略數，是流體力學中的無量綱，得名自義大利科學家伽利略·伽利莱。
伽利莱数可視為重力和黏滯力之間的比例，伽利莱数會用在粘滯流及熱膨脹的計算，例如在管壁上的流體薄膜，可以應用在冷凝器或化工塔上。
{\displaystyle \mathrm {Ga} =Re^{2}Ri={\frac {g\,L^{3}}{\nu ^{2}}}}
- g：重力加速度（SI制單位：m/s2）
- L：特徵長度（SI制單位：m）
- ν：特徵動黏度（SI制單位：m2/s）

## 外部連結
- Website referring to the Galileo number with calculator（页面存档备份，存于）
- Table of dimensionless numbers (German)[永久]
- Table of dimensionless numbers (German)[永久]